# Західний Каражал (рудник)
Західний Каражал (рудник) — підприємство гірничорудної промисловості в Улитауській області Казахстану.
Родовище відкрили у 1932 році. Завдяки розташуванню воно стало однією з сировинних баз Карагандинського металургійного комбінату, а тому наразі перебуває під контролем ТОВ «Оркен», яке на ділі — залізорудний департамент «АрселорМіттал Теміртау».
Розробка почалась у 1956 році та первісно провадилась як відкритим способом, так і кар'єром. У 1974-му останній закрили, при цьому на той час його глибина вже сягнула 245 метрів. Наразі потужність шахти становить 2,4 млн руди на рік. Збагачувальна фабрика рудника доводить вміст заліза в концентраті до 56 %, а хвости збагачення розміщують у колишньому кар'єрі.
Хоча родовище, окрім власне залізних, має пласти залізомарганцевих руд, спроби розробити технологію використання останніх для продукування феромарганцю закінчилися невдало.